# Sita Buzăului
Sita Buzăului là một xã thuộc hạt Covasna, România. Dân số thời điểm năm 2002 là 4861 người.